# 舍斯塔科沃
舍斯塔科沃（羅馬化：Shestakovo）是俄罗斯伊尔库茨克州的工人村（市级镇），属下伊利姆斯克区，位于叶尼塞河流域内安加拉河支流伊利姆河畔，在区行政中心热列兹诺戈尔斯克-伊利姆斯基西南、州府伊尔库茨克北偏西方。
该地2021年人口有528人；2010年人口772；2002年人口1,113；1989年人口1,714。